# Eulmont
Eulmont és un municipi francès situat al departament de Meurthe i Mosel·la i a la regió del Gran Est. L'any 2007 tenia 992 habitants.

## Demografia

### Població
El 2007 la població de fet d'Eulmont era de 992 persones. Hi havia 376 famílies, de les quals 84 eren unipersonals (32 homes vivint sols i 52 dones vivint soles), 96 parelles sense fills, 168 parelles amb fills i 28 famílies monoparentals amb fills.
La població ha evolucionat segons el següent gràfic:
Habitants censats

### Habitatges
El 2007 hi havia 397 habitatges, 374 eren l'habitatge principal de la família, 2 eren segones residències i 21 estaven desocupats. 368 eren cases i 28 eren apartaments. Dels 374 habitatges principals, 324 estaven ocupats pels seus propietaris, 44 estaven llogats i ocupats pels llogaters i 6 estaven cedits a títol gratuït; 12 tenien dues cambres, 28 en tenien tres, 75 en tenien quatre i 259 en tenien cinc o més. 304 habitatges disposaven pel capbaix d'una plaça de pàrquing. A 153 habitatges hi havia un automòbil i a 193 n'hi havia dos o més.

### Piràmide de població
La piràmide de població per edats i sexe el 2009 era:
| Homes | Edats   | Dones |
| ----- | ------- | ----- |
| 0     | 95 o +  | 0     |
| 0     | 90 a 94 | 0     |
| 0     | 85 a 89 | 12    |
| 8     | 80 a 84 | 4     |
| 20    | 75 a 79 | 32    |
| 16    | 70 a 74 | 12    |
| 16    | 65 a 69 | 16    |
| 24    | 60 a 64 | 12    |
| 20    | 55 a 59 | 24    |
| 24    | 50 a 54 | 44    |
| 56    | 45 a 49 | 36    |
| 64    | 40 a 44 | 52    |
| 32    | 35 a 39 | 52    |
| 16    | 30 a 34 | 20    |
| 16    | 25 a 29 | 8     |
| 24    | 20 a 24 | 16    |
| 44    | 15 a 19 | 32    |
| 32    | 10 a 14 | 56    |
| 24    | 5 a 9   | 60    |
| 32    | 0 a 4   | 20    |

## Economia
El 2007 la població en edat de treballar era de 675 persones, 506 eren actives i 169 eren inactives. De les 506 persones actives 469 estaven ocupades (237 homes i 232 dones) i 37 estaven aturades (18 homes i 19 dones). De les 169 persones inactives 46 estaven jubilades, 101 estaven estudiant i 22 estaven classificades com a «altres inactius».

### Ingressos
El 2009 a Eulmont hi havia 387 unitats fiscals que integraven 1.054 persones, la mediana anual d'ingressos fiscals per persona era de 24.319 €.

### Activitats econòmiques
Dels 32 establiments que hi havia el 2007, 1 era d'una empresa de fabricació d'altres productes industrials, 12 d'empreses de construcció, 5 d'empreses de comerç i reparació d'automòbils, 1 d'una empresa d'informació i comunicació, 2 d'empreses financeres, 2 d'empreses immobiliàries, 5 d'empreses de serveis, 2 d'entitats de l'administració pública i 2 d'empreses classificades com a «altres activitats de serveis».
Dels 10 establiments de servei als particulars que hi havia el 2009, 1 era un paleta, 2 guixaires pintors, 2 fusteries, 3 lampisteries, 1 electricista i 1 empresa de construcció.
Dels 2 establiments comercials que hi havia el 2009, 1 era una botiga d'electrodomèstics i 1 una botiga de material de revestiment de parets i terra.

## Equipaments sanitaris i escolars
El 2009 hi havia una escola elemental.

## Poblacions més properes
El següent diagrama mostra les poblacions més properes.